# St.-Andreas-Kirche (Bergisch Born)

Seitenansicht der Kirche Sankt Andreas (2010)

Eingangsfassade mit Giebelreite (2018)r

Die Kirche St. Andreas ist eine katholische Kirche in Bergisch Born, einem Ortsteil von Remscheid in Nordrhein-Westfalen, der am 1. Januar 1975 eingemeindet wurde. Mit der Mutterkirche St. Bonaventura in Remscheid-Lennep und der Heilig-Kreuz-Kirche in Remscheid-Lüttringhausen gehört St. Andreas seit dem 1. Januar 2010 zu der fusionierten Groß-Pfarrei St. Bonaventura und Heilig-Kreuz.

## Geschichte
Das von dem Architekten Johannes Schreuß aus Hückeswagener entworfene Gotteshaus wurde 1925–1926 erbaut und am 2. Mai 1926 eingeweiht. 1968 erfolgten Erweiterungen um Sakristei, Pfarrhaus und Johanneshaus.
Im Innern sind die Apostel-Fenster aus Blei-Antikglas des Essener Künstlers von Wilhelm de Graaff aus dem Jahr 1955 sehenswert. De Graaff schuf auch prägnante Apostelfiguren in farbenreicher Note.
Im Giebelreiter über der Eingangsfassade hängt eine Glocke der privat gestifteten katholischen Kapelle Maria zur Mühlen, welche im Stadtgebiet Kräwinklerbrücke stand. Sie wurde abgerissen; heute ergießen sich die Wassermassen der Wuppertalsperre darüber. 